# Зюбин, Павел Петрович
Па́вел Петро́вич Зюбин (1910—1944) — майор Рабоче-крестьянской Красной Армии, участник Великой Отечественной войны, Герой Советского Союза (1944).

## Биография
Павел Зюбин родился 3 ноября 1910 года в Белгороде. Окончил рабфак. В 1936 году Зюбин был призван на службу в Рабоче-крестьянскую Красную Армию. Участвовал в польском походе РККА и советско-финской войне. С июня 1941 года — на фронтах Великой Отечественной войны. К июню 1944 года гвардии майор Павел Зюбин командовал 193-м гвардейским артиллерийским полком 90-й гвардейской стрелковой дивизии 6-й гвардейской армии 1-го Прибалтийского фронта. Отличился во время освобождения Витебской области Белорусской ССР.
22 июня 1944 года полк Зюбина успешно поддерживал огнём действия дивизии во время прорыва вражеской обороны в районе деревни Сиротино Шумилинского района. 24 июня 1944 года Зюбин погиб в бою. Похоронен в городе Городок Витебской области Белоруссии.
Указом Президиума Верховного Совета СССР от 22 июля 1944 года гвардии майор Павел Зюбин посмертно был удостоен высокого звания Героя Советского Союза. Также был награждён орденами Ленина, Красного Знамени, Отечественной войны I степени.

## Награды и звания
- Герой Советского Союза (1944)
- Орден Ленина
- Орден Красного Знамени
- Орден Отечественной войны I степени

## Память
- Мемориальный комплекс на военном кладбище "Бессмертие" в Городке (Витебская область)В честь Зюбина в Городке установлен памятник и названа улица.